# Kościół Wniebowstąpienia Pana Jezusa w Jaszkotlu

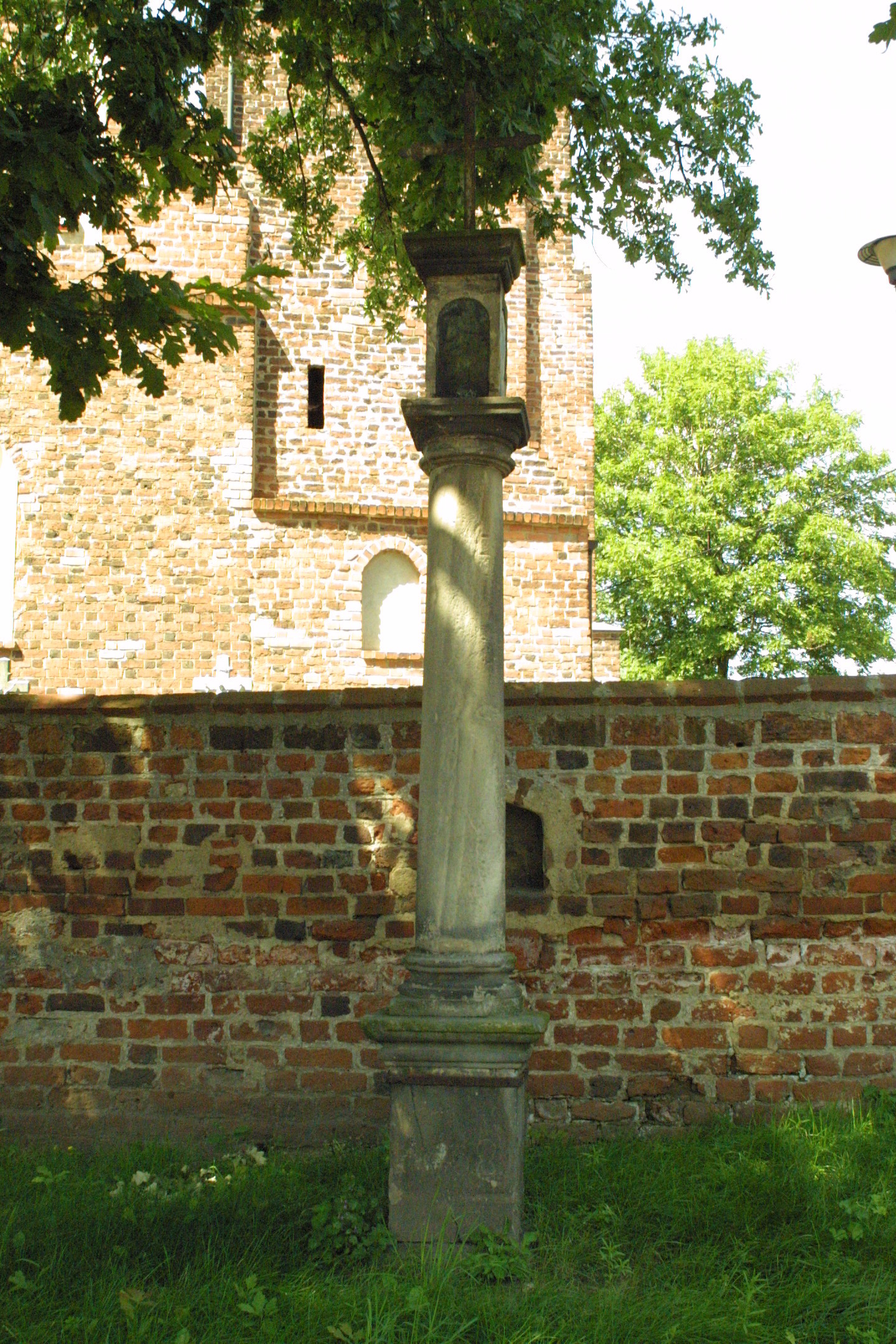
Kapliczka słupowa przed murem obronnym

Kościół Wniebowstąpienia Pana Jezusa w Jaszkotlu – rzymskokatolicki kościół parafialny w Jaszkotlu, w gminie Kąty Wrocławskie. 

## Historia
Kościół zbudowany w 1473 roku. Na początku XVI wieku dobudowano kaplicę i kruchtę północną. W II połowie XVI wieku lożę patronacką nad kaplicą oraz mur obronny wokół cmentarza. Po 1723 roku powiększono wszystkie okna, przebudowano lożę patronacką, dobudowano emporę organową, wykonano sklepienie drewniane w nawie oraz krzyżowe w kaplicy. W latach 1891–92 odrestaurowano wnętrze, odbudowano szczyt zachodni i wybudowano zachodnią kruchtę. W latach 1986–87 ceglany tynkowany hełm wieży pokryto blachą miedzianą oraz wymieniono dachówkę.

## Architektura
Kościół gotycki, orientowany, murowany z cegły, jednonawowy nakryty płaskim drewnianym stropem nad nawą, prostokątnie zakończone prezbiterium ze sklepieniem krzyżowo-żebrowym. Wieża znajduje się pomiędzy prezbiterium i nawą, zwieńczona hełmem namiotowym. Kościół raz z cmentarzem otoczony murem obronnym o wysokości 3 m. i grubości 46 cm. ze strzelnicami o otworach okrągłych i rombowych.

## Wyposażenie
Wystrój kościoła w przeważającej części barokowy.
- drewniana renesansowa polichromowana rzeźba Madonna z dzieciątkiem (ok. 1500)[5]
- renesansowe sakramentarium (początek XVI wieku)
- barokowy ołtarz główny (1700)
- barokowy ołtarz boczny św. Rodziny (1690)
- ołtarz boczny Bierzmowanie (1706)
- obraz Wniebowstąpienia Pana Jezusa i Trójcy Świętej F.Plachetki (1700)
- ambona (1710)
- drewniano-marmurowa chrzcielnica z rzeźbą przedstawiającą chrzest Pana Jezusa w Jordanie (1710)
- konfesjonał z kolumienkami i snycerskimi ornamentami (1720)
- rzeźba św. Jana Chrzciciela (1720)
- rzeźba św. Jana Ewangelisty (1720)
- obraz Modlitwa Pana Jezusa w Ogrójcu (1720)
- obraz Biczowanie (1720)
- rzeźba św. Piotra (1720)
- rzeźba św. Pawła (1720)
- rzeźba św. Barbary (1720)
- rzeźba św. Jadwigi Śląskiej (1720)
- stacje drogi krzyżowej (1798)
- kropielnice marmurowa i z kamienia złoconego
- rzeźba św. Jana Nepomucena (XVIII)
- rzeźba Szymona Apostoła (XVIII)
- obraz Czterej Ewangeliści ze szkoły Willmanna
- obraz Ukrzyżowanie ze szkoły Willmanna
- dwie barokowe tablice epitafijne (XVIII)
- gotycka i renesansowa płyta herbowa
- prospekt organowy (koniec XIX)
- na wieży dzwon z 1674[6]
- na zewnątrz słupowa kapliczka [3][4]